# Cocas (soldado)
Cocas (em grego: Κόκκας; romaniz.: Kókkas; 552) foi um soldado bizantino do século VI, ativo sob o imperador Justiniano (r. 527–565). Seu nome não é germânico, e pode ser trácio. Procópio de Cesareia descreve-o como "um soldado romano", "cavaleiro de grande força física" e "um homem do exército gótico".

## Vida
Cocas desertou os bizantinos e entrou no exército do rei Tótila (r. 541–552). Esteve presente na Batalha de Tagina de junho / julho de 552. De modo a ganhar tempo à chegada dos reforços de dois mil soldados liderados por Teia, cavalgou em direção aos bizantinos e exigiu que um campeão lutasse com ele em combate único. Anzalas, um partidário armênio do general Narses, aceitou o desafio. Cocas partiu para cima de Anzalas na tentativa de atacá-lo no estômago, mas no último momento Anzalas desviou seu cavalo e acertou Cocas na lateral, ferindo-o mortalmente. Embora seu sacrifício tenha dado tempo suficiente à chegada de Teia, Tótila morreu no combate, o que foi um desastre aos godos.